# 王著 (元)
王 著（おう ちょ、? - 1282年）は、モンゴル帝国（大元ウルス）に仕えた漢人の一人。丞相のアフマド・ファナーカティーの暗殺事件の実行犯の一人であったことで知られる。

## 概要
『元史』世祖本紀や阿合馬伝などによると、アフマド暗殺事件が起こったころには益都千戸の地位にあった。王著は悪を憎む正義感の強い人物で、かねてよりアフマドの振るまいに憤りを覚え、密かに大銅鎚を鋳造してアフマドを撃つことを念願していたという。
1282年（至元19年）3月、クビライ・カアンが皇太子チンキムとともに北方に巡幸すると、大都に残留した丞相のアフマド・ファナーカティーの暗殺計画が行われることとなった。3月17日朝、王著らはまずチベット僧を装う2僧を中書省に派遣し、「夕方、皇太子のチンキムが国師とともに来たり仏事を建てます」と申し送った。中書省はこの伝言の真偽を疑い、東宮の官である高觿に確認したところ、高觿とその同僚たちも全く仏僧らを知らなかった。高觿がチベット語で「皇太子と国師は今どこにいるのか」と尋ねたところ、二僧は顔色を変え、今度は漢語で詰問すると二僧は答えることができなくなった。高觿は二僧を捕らえて尋問したが自白させることはできず、そこで忙兀児・張九思らとともに東宮の衛士及び官兵を集め変事に備えた。
一方、王著は崔総管を枢密副使の張易の下に派遣し、偽の令旨により夜間に東宮前で会することを命じた。高觿は張易らが東宮外に駐屯しているのに気づくと張易に事情を問いただし、張易は渋ったものの最後には「皇太子が来てアフマドを誅殺するつもりなのだ」と高觿に耳打ちした。夜二鼓（午後10時）、偽太子の一行は健徳門から都城に入り、高觿らの守る宮城西門に至った。高觿らが人馬の声や灯篭の明かりにより偽太子一行の接近に気づいた後、その内の一人が門を開くよう呼びかけた。しかし高觿は張九思に「普段より殿下（チンキム）が帰還される時、必ずオルジェイと賽羊の二人を先に赴かせ、二人を確認した後に門を開いている」と述べ、オルジェイらの名を呼んだが返答はなかった。そこで更に高觿が「皇太子が平日にこの門に来たことは未だかつてなかったが、今何のために来たのか」と問いかけたところ、答えに窮した偽太子一行は南門に向かったため、高觿は張子政らを西門に残して自らも南門に向かったものの、この時既に王著らによって丞相のアフマドと左丞の郝禎らは殺害されてしまっていた。事件が勃発したのはまだ暗い時間帯で、衛士たちは混乱していたが、張九思は高觿とともに「この者たちは賊である」と叫んで衛士を指揮し、実行犯の王著らは捕らえられたという。以上が『元史』張九思伝や高觿伝に基づくアフマド暗殺事件のあらましであるが、事件の推移には不審な点が多く、皇太子チンキムが事件の背後にいたことが意図的に隠蔽されているのではないかと考えられている。
翌日、中丞のエセン・テムルと高觿が駅馬を用いて上都に滞在していたクビライの下に至り事の経緯を報告すると、激怒したクビライは枢密副使のボロト・司徒のコルゴスン・参政のアリーらを大都に派遣し、暗殺事件を起こした者達を討つよう命じた。コルゴスンらによって高和尚は高梁河で捕らえられ、王著・高和尚・張易らは事件の首謀者として処刑され、市に晒された。『元史』阿合馬伝によると、処刑の間際に王著は「天下の為に害を除いた。今死すとも、後に必ず我が為にそのことを書き記す者があらわれるだろう」と述べたという。クビライも後にアフマドの不正が明らかになる中で、王著の行ったことは正しかったと認めたと伝えられる。